# بين عصرين (مسلسل)
بين عصرين مسلسل تاريخي اجتماعي كويتي من إخراج البحريني عبد الله يوسف وشرويت عادل، سيناريو وحوار إسماعيل فهد إسماعيل، وبطولة سليمان الياسين، انتصار الشراح، علي البريكي، سعاد علي، مشاعل شداد وتدور أحداثه عن قصة كتبها رئيس تحرير صحيفة السياسة أحمد الجار الله عن كواليس عالم الصحافة
تتمحور قصة المساسل حول حقبة رئيسية ومهمة من تاريخ الكويت، عن الكويت في الستينات بعد الاستقلال. تقوم انتصار الشراح بدور أم سارة حيث تمثل نموذج المرأة الكويتية القديمة المكافحة والطيبة والحريصة على تربية ورعاية الأبناء والمحافظة على الأسرة. ويؤدي سليمان الياسين دور مدير تحرير جريدة والذي يعتبر من أنصار الحرية والثقافة، ويقوم علي البريكي بدور شخصية فهد والد سارة الرجل الغني الذي شهد العديد من التغيرات والتطورات التي عاشتها الكويت منذ فترة الثلاثينات وصولا إلى الستينات، ويمثل الرجل المعتدل المعتمد على القيم والاصالة في التعامل. اما الفنانة سعاد علي فتؤدي دور (أم خالد) ربة البيت التي لا هم لها سوى تربية ابنها الوحيد خالد، والمحافظة عليه، ومشاعل شداد، جسدت شخصية (سارة) المخطوبة إلى ابن عمها خالد، اللذين يتزوجان بعد الخطبة التي دامت طويلاً، فتكون زوجة طيبة وصالحة، وبالنسبة إلى الفنانة العراقية آلاء شاكر التي جسدت شخصية (سميرة) البنت العراقية المقيمة في الكويت، وترتبط مع أهل الكويت برابط الحب والمودة وتعاني فراق أهلها ووالدتها اللذين يعيشان في العراق وتنقطع اخبارهم عنها، خاصة أثناء أزمة عبدالكريم قاسم وتهديداته للكويت فتعيش حالة من التوتر والقلق، تقوم مى غرور بشخصية (مريم) الفنانة الجامعية المثقفة ولها العديد من الصداقات والعلاقات تتزوج من طه (ياسر العماري) بعد قصة حب، والشخصية فيها العديد من التقلبات فأحيانا تكون هادئة وأحيانا متوترة ومتعجرفة وأحيانا كوميدية.

## فريق العمل

### تمثيل
| - سعاد علي - إنتصار الشراح - علي البريكي - سليمان الياسين - عبد الإمام عبد الله - خالد المفيدي - ياسر العماري - عبد الله الباروني - مشاعل شداد | - عيسى ذياب - صادق الدبيس - عبد الله العتيبي - نسرين أحمد - آلاء شاكر - جاسم عباس - نواف القريشي - هدى إبراهيم - غرور | - سمر هدروس - حسن القلاف - فايز العامر - إسماعيل الراشد - طاهر النجادة - عبد الحميد الرفاعي - طلال خليفة - إيمان | - خالد الحسن - بدرالدين مطاحن: طفل - عبد الرحيم مطاحن: طفل - بدر البلوشي - فاضل الدمخي - إسماعيل سرور - ناصح الفضلي - محمد سلطان |

### إداريون
| - أحمد الجارالله: مؤلف - إسماعيل فهد إسماعيل: قصة وسيناريو وحوار - سليمان الياسين: قصة وسيناريو وحوار - عبد الله يوسف: مخرج - شرويت عادل: مخرج منفذ - حامد الصيرفي: مخرج مساعد | - سمر هدروس: مخرج مساعد - تلفزيون دولة الكويت: منتج - المنى للدعاية والإعلان: منتج منفذ - سليمان الياسين: مشرف على الإنتاج - ياسر العماري: مدير الإنتاج |